# Gare de Monteux
Gare de Monteux – przystanek kolejowy w Monteux, w departamencie Vaucluse, w regionie Prowansja-Alpy-Lazurowe Wybrzeże, we Francji.
Jest przystankiem Société nationale des chemins de fer français (SNCF), obsługiwanym przez pociągi TER Provence-Alpes-Côte d’Azur.

## Położenie
Stacja znajduje się na linii Sorgues – Châteauneuf-du-Pape – Carpentras, w km 11,260, na wysokości 44 m, pomiędzy stacjami Entraigues-sur-la-Sorgue i Carpentras.

## Linie kolejowe
- Linia Sorgues – Châteauneuf-du-Pape – Carpentras